# Liu Zhihua
Liu Zhihua (chinês simplificado: 刘志华; nasceu em 1949) é um ex-vice-prefeito de Pequim. Ele foi demitido em 2006, e recebeu uma pena suspensa de pena de morte por aceitar suborno de mais de seis milhões de yuan (avaliada no momento em mais de US$1 milhão) em outubro de 2008.